# Kaj Hagman

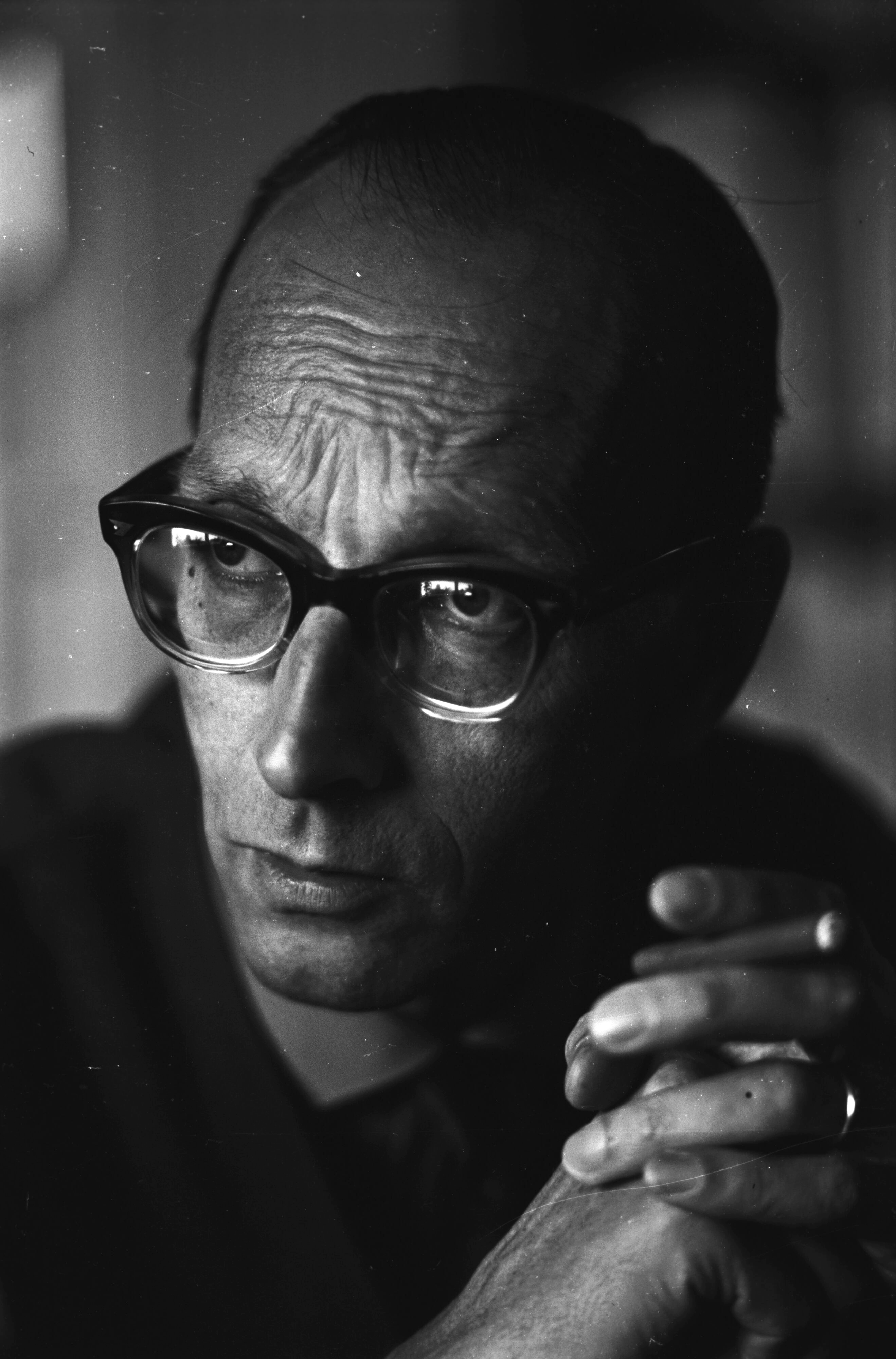
Kaj Hagman år 1966.

Kaj Vilhelm Hagman, född 29 juli 1916 i Vasa, död där 16 september 2003, var en finländsk journalist. Han var son till Einar Hagman. 
Hagman, redaktionell medarbetare i Vasabladet sedan 1937, anställdes vid tidningen 1944 och verkade som reporter, nyhets-, sport- och kulturredaktör samt musik-, teater- och litteraturrecensent; redaktionschef 1964–1979. Han redigerade kulturtidskriften Horisont från starten 1954 och var 1964–1979 dess ansvarige huvudredaktör. Han var stiftande medlem av Svenska Österbottens litteraturförening och tilldelades Publicistpriset 1968.